# Franciszek Skowroński
Franciszek Skowroński (ur. 13 lub 24 lipca 1913, zm. 6 listopada 1949 w gminie Lelkowo) – polski polityk, I sekretarz Komitetu Powiatowego PPR w Iławie i Braniewie, członek Komitetu Wojewódzkiego PZPR, w latach 1975–1990 patron Szkoły Podstawowej nr 2 w Braniewie.

## Życiorys

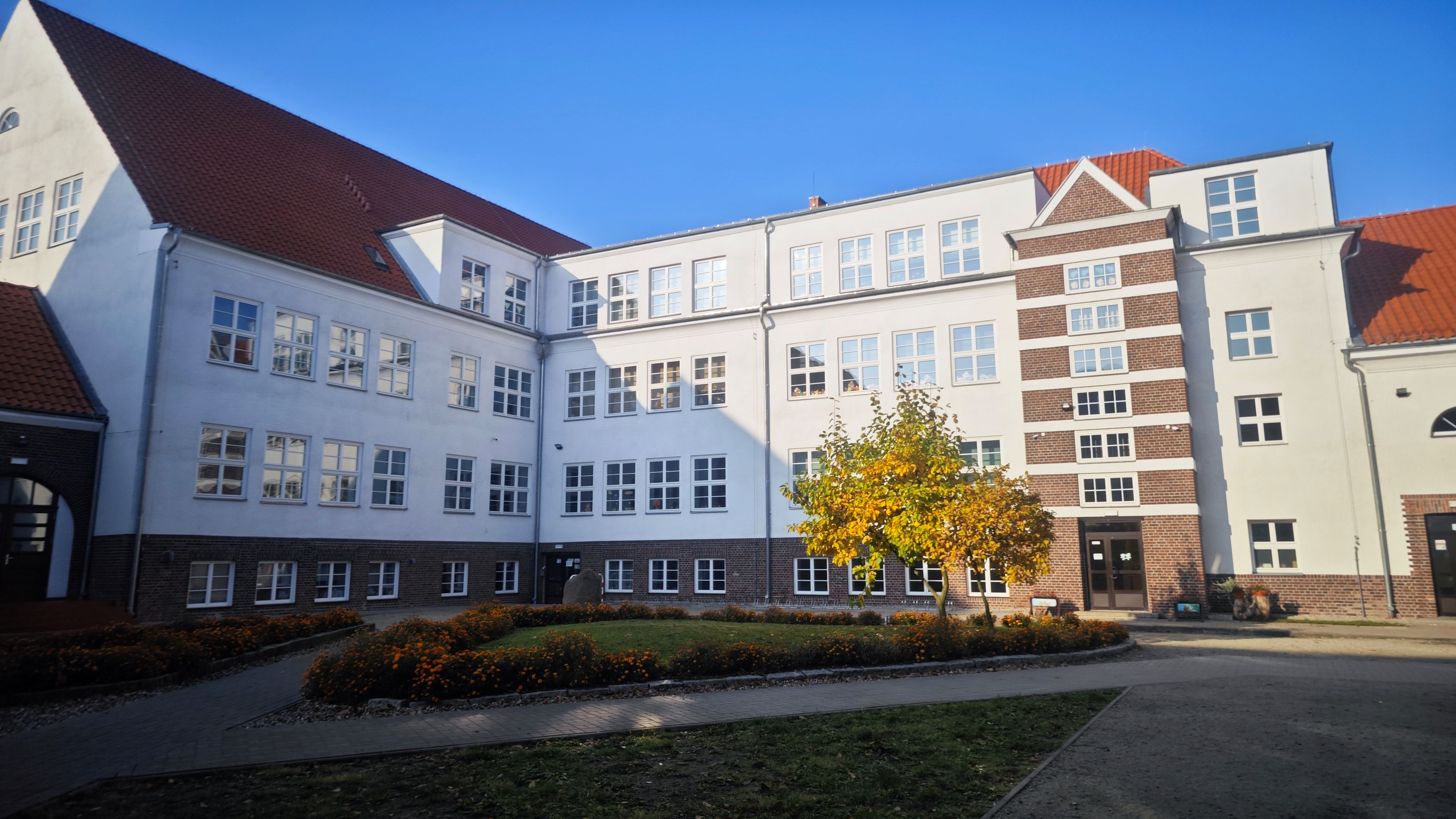
Skrzydło byłej SP nr 2 w Braniewie, której w latach 1975–1990 Franciszek Skowroński pozostawał patronem

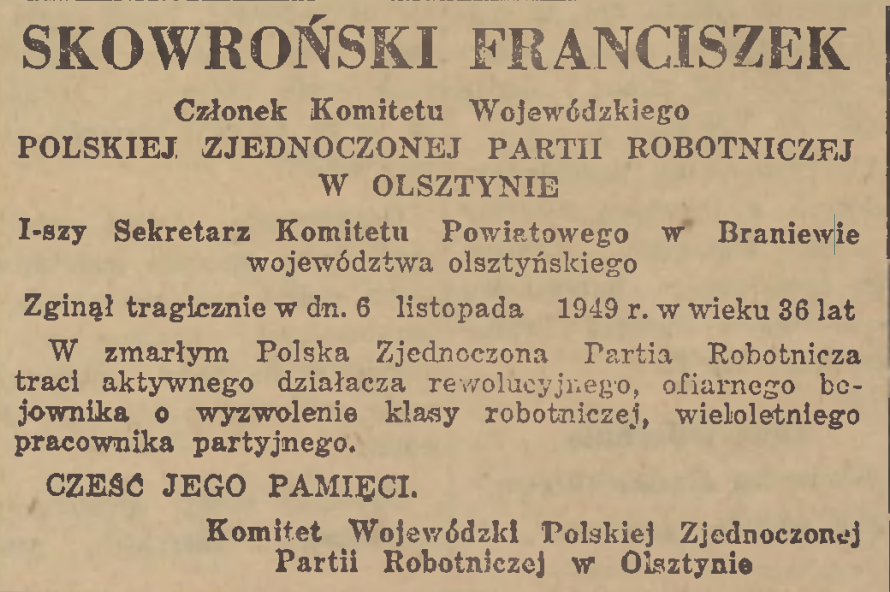
Nekrolog w Trybunie Ludu, 10 listopada 1949

Pochodził z Małopolski, był synem małorolnego chłopa. Uzyskał wykształcenie podstawowe. W czasie II wojny światowej był członkiem Gwardii Ludowej.
W 1942 (lub 1945) wstąpił do Polskiej Partii Robotniczej. Ukończył kurs Centralnej Szkoły Partyjnej PPR w Łodzi. Pełnił początkowo funkcję I sekretarza KP PPR w Iławie, następnie władze wojewódzkie skierowały go do Braniewa, dokąd przybył 1 września 1945 roku, obejmując obowiązki I sekretarza Komitetu Powiatowego PPR. Określany był jako energiczny i przedsiębiorczy. W grudniu 1948 został delegatem na kongres zjednoczeniowy PPR i PPS.
Zginął 6 listopada 1949 w wypadku samochodowym na terenie gminy Lelkowo. Pochowany został 9 listopada na cmentarzu przy ul. Olsztyńskiej w Braniewie. Na nagrobku zamieszczono informację „I Sekretarz KP PZPR. Zginął tragicznie w czasie pełnienia obowiązków”. Grób nie jest współcześnie zachowany.
W 1975 Franciszek Skowroński został patronem Szkoły Podstawowej nr 2 w Braniewie. W 1990, po przemianach ustrojowych, zmieniono patronat tej placówki szkolnej na warmińską nauczycielkę i poetkę – Marię Zientarę-Malewską.